# Nuovo Partito (Taiwan)
Il Nuovo Partito (NP), formalmente Nuovo Partito Cinese (CNP), è un partito politico conservatore di Taiwan che sostiene l'unificazione cinese. Il partito fa parte della coalizione pan-azzurra.

## Storia
Il NP è stato formato da una divisione del Kuomintang (KMT) dei membri dell'Alleanza della Nuova Kuomintang il 22 agosto 1993. I membri dell'alleanza avevano accusato il presidente del KMT Lee Teng-hui di alcune tendenze autocratiche e di aver spostato il partito lontano dalla riunificazione cinese. I co-fondatori del NP inclusero Chen Kuei-miao. In origine, il partito ha voluto mantenere il nome della fazione, ma è stato impedito di farlo a causa della somiglianza dei nomi. Il nome "Nuovo Partito" è apparentemente ispirato dal successo elettorale contemporaneo del Nuovo Partito giapponese.
A metà degli anni '90, il NP ha attratto il sostegno della vecchia guardia del KMT e dei giovani professionisti urbani. Il NP è stato aiutato dall'ex ministro delle finanze Wang Chien-shien e dall'ex direttore dell'amministrazione per la protezione ambientale Jaw Shaw-kong, che aveva immagini carismatiche e pulite.
Nelle elezioni presidenziali del 2000, il NP ha nominato Li Ao. Nelle elezioni, la maggioranza dei membri del partito ha sostenuto James Soong, e infatti sia Li Ao sia il presidente del NP hanno incoraggiato la gente a farlo. Nell'elezione dello Yuan legislativo del 2001, il partito ha vinto solo 1 seggio a Kinmen.
Nelle elezioni municipali del 2006, il NP ha guadagnato notevoli vantaggi, ospitando più di una dozzina di membri nell'ufficio pubblico. Il NP ha anche guadagnato quattro posti a Taipei nei principali uffici privati.
Dalle elezioni legislative del 2008 il NP non ha più avuto seggi allo Yuan legislativo.

## Risultati alle elezioni

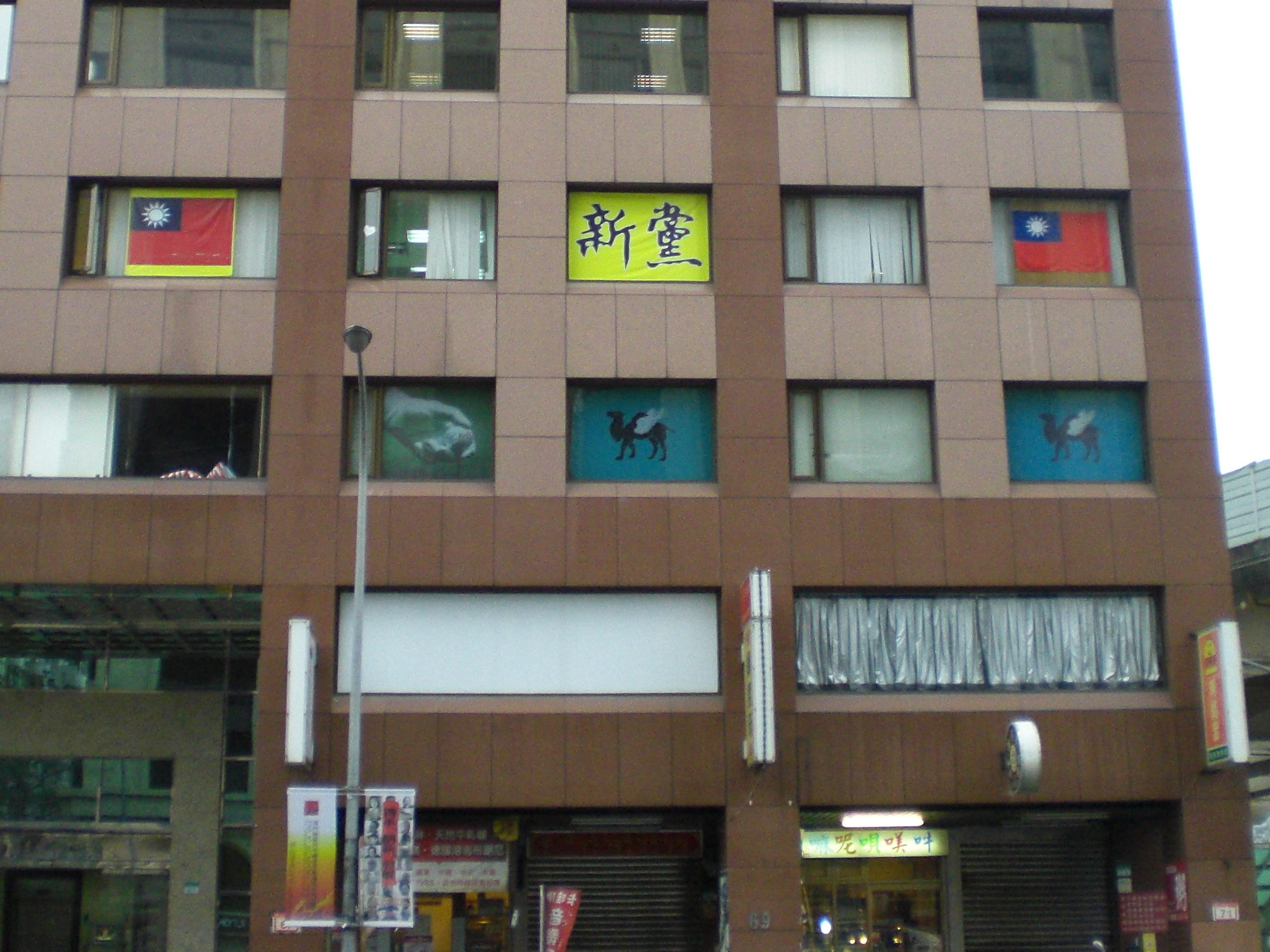
Sede del NP a Taipei

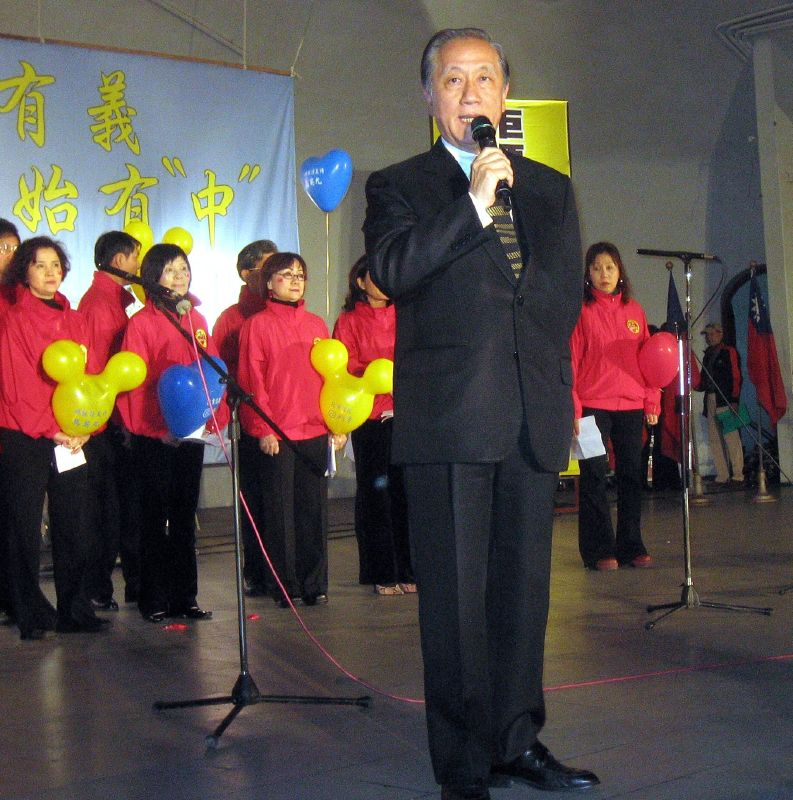
Yok Mu-min al raduno del NP nel Parco 228

### Elezioni presidenziali
| Elezione | Candidato Presidente | Candidato Vicepresidente | Voti totali | Percentuale di voti | Risultato |
| -------- | -------------------- | ------------------------ | ----------- | ------------------- | --------- |
| 2000     | Li Ao                | Elmer Fung               | 16.782      | 0,13%               | Perso     |

### Elezioni legislative
| Elezione | Seggi totali vinti | Voti totali | Percentuale di voti | Risultato delle elezioni                        | Capo elettorale |
| -------- | ------------------ | ----------- | ------------------- | ----------------------------------------------- | --------------- |
| 1995     | 21 / 164           | 1.222.931   | 13,0%               | 21 seggi; Opposizione                           | Chen Kuei-miao  |
| 1998     | 11 / 225           | 708.465     | 7,1%                | 10 seggi; Opposizione                           | Chou Yang-shan  |
| 2001     | 1 / 225            | 269.620     | 2,9%                | 8 seggi; Comando della coalizione (Pan-azzurra) | Yok Mu-ming     |
| 2004     | 1 / 225            | 12.137      | 0,13%               | ; Comando della coalizione (Pan-azzurra)        | Yok Mu-ming     |
| 2008     | 0 / 113            | 199.402     | 53,5%               | 1 seggio; Nessun seggio                         | Yok Mu-ming     |
| 2012     | 0 / 113            | 10.678      | 0,08%               | ; Nessun seggio                                 | Yok Mu-ming     |
| 2016     | 0 / 113            | 510.074     | 4,18%               | ; Nessun seggio                                 | Yok Mu-ming     |

### Elezioni locali
| Elezione               | Sindaci & Magistrati | Consigli | 3º livello Capi municipali | 3º livello Consigli municipali | 4º livello Capivillaggi | Capo elettorale |
| ---------------------- | -------------------- | -------- | -------------------------- | ------------------------------ | ----------------------- | --------------- |
| 2002 solo municipalità | 0 / 2                | 5 / 96   | N.D.                       | N.D.                           | N.D.                    | Yok Mu-ming     |
| 2005                   | 1 / 23               | 2 / 901  | 0 / 319                    | N.D.                           | N.D.                    | Yok Mu-ming     |
| 2006 solo municipalità | 0 / 2                | 4 / 96   | N.D.                       | N.D.                           | N.D.                    | Yok Mu-ming     |
| 2009                   | 0 / 17               | 0 / 587  | 0 / 211                    | N.D.                           | N.D.                    | Yok Mu-ming     |
| 2010 solo municipalità | 0 / 5                | 3 / 314  | N.D.                       | N.D.                           | 0 / 3 757               | Yok Mu-ming     |
| 2014 unificate         | 0 / 22               | 2 / 906  | 0 / 204                    | 0 / 2 137                      | 0 / 7 836               | Yok Mu-ming     |

### Elezioni dell'Assemblea Nazionale
| Elezione | Seggi totali vinti | Voti totali | Percentuale dei voti | Risultati             | Capo elettorale |
| -------- | ------------------ | ----------- | -------------------- | --------------------- | --------------- |
| 1996     | 46 / 334           | 1.417.209   | 13,6%                | 46 seggi; Opposizione | Chen Kuei-miao  |
| 2005     | 3 / 300            | 34.253      | 0,88%                | 43 seggi; Opposizione | Yok Mu-ming     |